# Diplazium subintegrum
Diplazium subintegrum är en majbräkenväxtart som beskrevs av Richard Eric Holttum.
Diplazium subintegrum ingår i släktet Diplazium och familjen Athyriaceae. Inga underarter finns listade i Catalogue of Life.